# Zrosłoskrzelne
Zrosłoskrzelne (Septibranchia) – mała grupa morskich, głównie głębinowych, mięsożernych małży o niepewnej pozycji taksonomicznej. Klasyfikowane są w randze odrębnej podgromady małży lub zaliczane do Heterodonta. Charakteryzują się skrzelami (ktenidiami) tworzącymi w jamie płaszczowej poziome przegrody z otworami. Nie są filtratorami.
W obrębie zrosłoskrzelnych wyróżniono rodziny:
- Cuspidariidae
- Poromyidae
- Verticordiidae